# Puig de la Tossa
El Puig de la Tossa, o La Tossa, o La Tossa d'en Maig, és una muntanya de 2.032,7 metres d'altitud del terme comunal d'Aiguatèbia i Talau, de la comarca del Conflent, a la Catalunya del Nord.
És a l'extrem sud-oest del terme d'Aiguatèbia i Talau, dins del seu terme comunal però molt a prop del trifini amb la Llaguna i Sautó. De fet, el punt de trobada dels tres termes comunals és en el seu vessant sud-oest, a prop del cim. Dalt del cim hi ha les instal·lacions d'unes antigues fortificacions militars del segle xix preparades per a bateries d'artilleria.
Segons Pere Ponsich, en el seu vessant hi havia el lloc dels Pujals, citat el 942 com a límit de la Llaguna.
El Puig de la Tossa, a part de ser un antic lloc militarment estratègic, ho és encara avui dia des del punt de vista de l'excursionisme: hi passen diverses rutes excursionistes i cicloturistes de la zona.